# Траур у древних римлян
Траур у древних римлян — обряды, соблюдаемые в Древнем Риме в память умерших.
Римляне различали частный траур (luctus privatus или domesticus) и общественный траур (luctus publicus). В случае смерти близких родных траур налагался не только в силу обычая, но и закона, установленного, по преданию, Нумой. Мужчины не принуждались к соблюдению траура и обыкновенно носили его в течение нескольких дней.
Запрещён был траур по perduellionis damnati (осужденным по обвинению в государственной измене), по неприятелям, по самоубийцам, кончившим жизнь mala conscientia (например, вследствие обвинения) и т. д.
Внешним знаком траура была черная (темная) одежда (sordida vestis); только после Августа женщины стали носить в знак траура белые одежды. Допускались, для выражении горя, резкие театральные эффекты: присутствующие разрывали одежды, плакальщицы пели naemae, наполняя воздух выкрикиваниями и воплями. Женщины в знак траура отказывались от украшений и нарядов, а мужчины отпускали волосы на голове и лице; считалось неприличным посещать пиры, общественные бани, театры. Перерыв частного траура допускался при рождении нового члена семьи, при возвращении члена семьи из плена, при обручении. 
При общественном трауре, который объявлялся по случаю особо важных. несчастий, постигавших государство, например, по случаю сильного поражения, смерти императора или члена императорского дома, все общественные и частные дела приостанавливались (iustitium), таберны запирались, консулы заседали не на курульных креслах, а на простых скамьях, магистраты слагали свои инсигнии, сенаторы ходили в костюме всаднического сословия. Так как мужчинам долго выдерживать общественный траур иногда бывало обременительно, то, с соизволения сената, носительницами траура становились женщины. Перерыв общественного траура допускался при освящении храма, при совпадении с периодом траура важных религиозных празднеств.